# アウグスト・グリーゼバッハ (美術史家)
アウグスト・グリーゼバッハ（August Grisebach、1881年4月4日 - 1950年3月24日）は、ドイツの美術史家である。

## 略歴
ベルリンに生まれた。父親のハンス・グリーゼバッハは建築家で、祖父は植物学者のアウグスト・グリーゼバッハである。息子のハンス・グリーゼバッハは生化学者となった。娘のマノン（de:Manon Andreas-Grisebach）は緑の党の政治家となった。
1901年からベルリン大学のゴルトシュミット（de:Adolph Goldschmidt）、ヴォルフリン（de:Heinrich Wölfflin）のもとで、美術史を学び、1930年にハイデルベルク大学の美術史の教授となった。1933年にナチスが政権を奪うと、妻がユダヤ人であったため迫害を受け、1937年から1946年の間はハイデルベルクから逃れ、シュレースヴィヒ＝ホルシュタイン州のティンメンドルファー・シュトランドやポツダムで暮らした。
1945年7月に東ドイツ文化連盟のブランデンブルク地区の議長に選ばれた。1946年にハイデルベルクに戻り、1947年に大学に復帰した。1950年にハイデルベルクで没した。

## 著作
- Das deutsche Rathaus der Renaissance. Berlin 1907 (Dissertation, Universität Berlin, 1906).
- Danzig (= Stätten der Kultur. Bd. 6). Mit Zeichnungen von Paul Renner. Leipzig 1908; Nachdruck: Augsburg 1999.
- Der Garten: Eine Geschichte seiner künstlerischen Gestaltung. Klinkhardt & Biermann, Leipzig 1910, (Habilitationsschrift, TH Karlsruhe, 1910).
- Die Baukunst im 19. und 20. Jahrhundert. Heft 1 (= Handbuch der Kunstwissenschaft. Lieferung 59). Berlin 1915.
- Deutsche Baukunst im XVII. Jahrhundert (= Bibliothek der Kunstgeschichte. Bd. 14). E. A. Seemann, Leipzig 1921.
- Karl Friedrich Schinkel. Leipzig 1924; Neuauflage: Karl Friedrich Schinkel: Architekt, Städtebauer, Maler. München/Zürich 1981.
- Die alte deutsche Stadt und ihre Stammeseigenart. Berlin 1930.
- Römische Porträtbüsten der Gegenreformation (= Römische Forschungen der Bibliotheca Hertziana. Bd. 13). Leipzig 1936.
- Die Kunst der deutschen Stämme und Landschaften. Wien 1946.